# Lawrence Dundas, 2. Marquess of Zetland

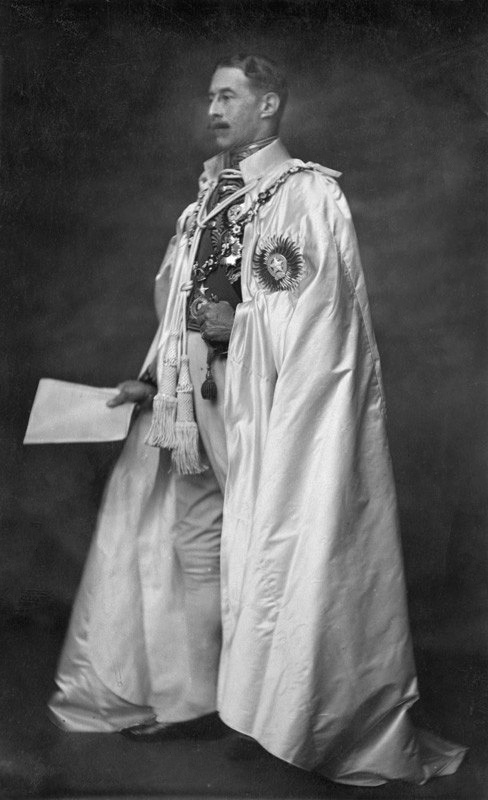
Lawrence Dundas, Earl of Ronaldshay, im Ornat eines Knight Grand Commander des Order of the Star of India (1923)

Lawrence John Lumley Dundas, 2. Marquess of Zetland KG GCSI GCIE PC KGStJ JP DL (* 11. Juni 1876; † 6. Februar 1961) war ein britischer Kolonialadministrator und Politiker der Conservative Party, neun Jahre lang den Wahlkreis Hornsey als Abgeordneter im House of Commons vertrat, von 1916 bis 1922 Gouverneur von Bengalen sowie von 1935 bis 1937 erst Minister für Indien und danach zwischen 1937 und 1940 Minister für Indien und Burma war. 1929 erbte er von seinem Vater den Titel als 2. Marquess of Zetland und gehörte damit dem House of Lords bis zu seinem Tod als Mitglied an. Darüber hinaus war er zwischen 1922 und 1925 Präsident der Royal Geographical Society und von 1923 bis 1935 Gouverneur der National Bank of Scotland. Des Weiteren verfasste er mehrere Bücher, die sich mit Indien, Asien und politisch-historischen Themen und Persönlichkeiten befassten.

## Leben

### Herkunft und Militärdienst
Dundas war der Sohn von Lawrence Dundas, der von 1872 bis 1873 den Wahlkreis Richmond als Abgeordneter im House of Commons vertreten hatte, 1873 als 3. Earl of Zetland Mitglied des House of Lords wurde und später zwischen 1889 und 1892 Lord Lieutenant of Ireland war sowie schließlich 1892 1. Marquess of Zetland wurde. Seine Mutter war Lillian Selina Elizabeth Lumley, die dritte Tochter von Richard Lumley, 9. Earl of Scarbrough. Als Heir Apparent seines Vaters führte er bis 1892 den Höflichkeitstitel Lord Dundas, von 1892 bis 1929 den Höflichkeitstitel Earl of Ronaldshay.
Sein Großvater väterlicherseits war Thomas Dundas, 2. Earl of Zetland, der ebenfalls mehrere Jahre den Wahlkreis Richmond sowie den Wahlkreis York als Mitglied des Unterhauses vertrat sowie von 1838 bis 1873 Lord Lieutenant der North Riding of Yorkshire war. Auch sein Urgroßvater väterlicherseits, Lawrence Dundas, 1. Earl of Zetland, war Abgeordneter des House of Commons für die Wahlkreise Richmond und York sowie zwischen 1831 und 1839 Lord Lieutenant von Orkney und Shetland.
Er selbst absolvierte nach dem Besuch der renommierten Harrow School ein Studium am Trinity College der University of Cambridge. Im Anschluss trat er in die Royal Artillery ein und diente als Hauptmann im 1. North Riding of Yorkshire-Regiment dieser Truppengattung und war 1900 für einige Zeit Aide-de-camp von George Curzon, Baron Curzon of Kedleston, dem damaligen Vizekönig von Indien.

### Unterhausabgeordneter, Gouverneur von Bengalen und Freimaurer

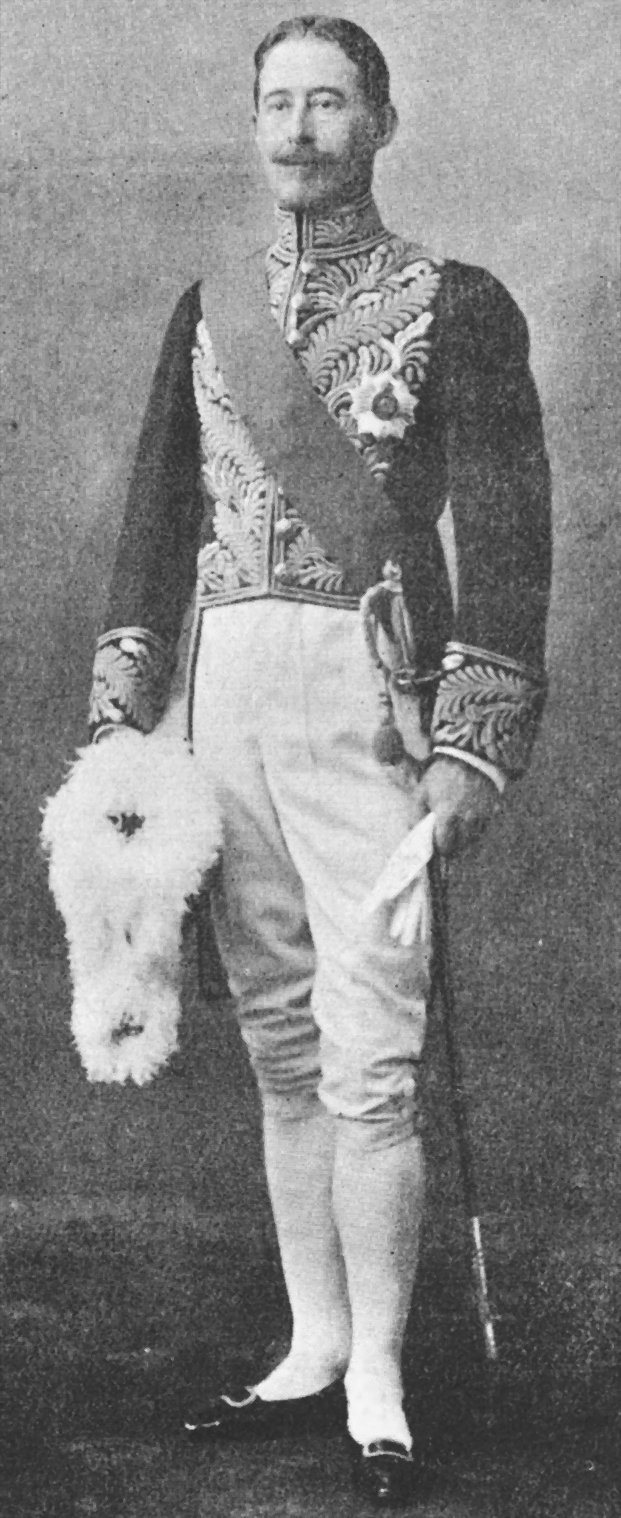
Lord Ronalshay als Gouverneur von Bengalen (1917–22).

Am 5. Juni 1907 wurde Dundas für die Conservative Party erstmals zum Mitglied des House of Commons gewählt und vertrat dort bis zum 27. November 1916 den Wahlkreis Hornsey. Während dieser Zeit fungierte er von 1912 bis 1914 auch als Mitglied der Königlichen Kommission für öffentliche Dienste in Indien (Royal Commission for Public Services of India).
Nach Ausbruch des Ersten Weltkrieges nahm er seinen aktiven Militärdienst wieder auf und diente bis 1923 als Major im 4. Bataillon des Yorkshire Regiment.
Allerdings trat er nach seinem Ausscheiden aus dem Unterhaus 1916 als Nachfolger von Thomas Gibson-Carmichael das Amt des Gouverneurs von Bengalen an und bekleidete dieses sechs Jahre lang bis zu seiner Ablösung durch Victor Bulwer-Lytton, 2. Earl of Lytton 1922. Für seine dortige Verdienste wurde er zunächst 1917 Knight Grand Commander des Order of the Indian Empire (GCIE) sowie zum Ende seiner Dienstzeit 1922 auch Knight Grand Commander des Order of the Star of India (GCSI). Ferner erfolgte am 21. April 1922 seine Berufung zum Privy Counsellor (PC).
Nach seiner Rückkehr aus Indien wurde Dundas 1922 Nachfolger von Francis Younghusband als Präsident der Royal Geographical Society und behielt diese Funktion bis zu seiner Ablösung durch David George Hogarth 1925. Zugleich bekleidete er zwischen 1923 und 1935 die Funktion als Gouverneur der National Bank of Scotland.
Des Weiteren engagierte er sich über Jahrzehnte als Freimaurer und fungierte von 1923 bis 1956 als Provinz-Großmeister (Provincial Grand Master) der Freimaurerlogen der North and East Ridings of Yorkshire.

### Oberhausmitglied und Minister für Indien und Burma

Wappen des Marquess of Zetland

Nach dem Tode seines Vaters Lawrence Dundas, 1. Marquess of Zetland, erbte er von diesem am 11. März 1929 den Titel als 2. Marquess of Zetland sowie die Mitgliedschaft im House of Lords, dem er bis zu seinem Tod angehörte. Zugleich erbte er die nachgeordneten Titel als 4. Earl of Zetland, 2. Earl of Ronaldshay, in the County of Orkney, 5. Baron Dundas of Aske, in the County of Orkney sowie als 6. Baronet Dundas, of Kerse, in the County of Stirling. Während dieser Zeit fungierte er zeitweilig als Friedensrichter (Justice of the Peace) sowie als Deputy Lieutenant der North Riding of Yorkshire. 1929 wurde er zum Mitglied der British Academy gewählt.
Er war zwischen 1931 und 1935 Vorsitzender des National Trust, einer gemeinnützigen Organisation, die Objekte aus dem Bereich der Denkmalpflege und des Naturschutzes in England, Wales und Nordirland betreut.
Am 7. Juni 1935 wurde Dundas von Premierminister Stanley Baldwin zum Minister für Indien (Secretary of State for India) in die von diesem gebildete National Government berufen, einer Koalitionsregierung aus konservativen Tories und Labour Party. In der im Anschluss am 28. Mai 1937 von Premierminister Neville Chamberlain gebildeten National Government und in der Kriegsregierung Chamberlain fungierte er bis zum Ende von Chamberlains zweiter Amtszeit am 10. Mai 1940 nach der Ausgliederung Burmas aus Britisch-Indien als Minister für Indien und Burma (Secretary of State for India and Burma).
Am 12. Mai 1937 nahm der Marquess of Zetland an der Krönung von König Georg VI. teil. Er gehörte dabei zu den Trägern der Träger der Regalien des Vereinigten Königreichs und trug dabei eines der Schwerter des Staates (Sword of State). Sein eigenes Coronet wurde getragen von seinem Pagen, Bryan Rupert Beckett, dem Sohn des 3. Baron Grimthorpe.
Für seine langjährigen Verdienste wurde 1942 Knight Companion des Hosenbandordens sowie Knight of Grace des Order of Saint John (KGStJ).

### Lord Lieutenant, Familie und Nachkommen
Nach Ende des Zweiten Weltkrieges wurde er 1945 Nachfolger des am 11. Dezember 1944 verstorbenen William Orde-Powlett, 5. Baron Bolton als Lord Lieutenant der North Riding of Yorkshire und bekleidete diese Position bis zu seiner Ablösung durch William Worsley 1951.
Aus seiner am 3. Dezember 1907 geschlossenen Ehe mit Cicely Archdale gingen zwei Söhne und drei Töchter hervor. Nach seinem Tod erbte sein ältester Sohn Lawrence Aldred Mervyn Dundas den Titel als 3. Marquess of Zetland, die Mitgliedschaft im House of Lords sowie die nachgeordneten erblichen Adelstitel.

## Veröffentlichungen
- Sport and Politics Under an Eastern Sky, 1902
- On the Outskirts of Empire in Asia, 1904
- A Wandering Student in the Far East, 1908
- An Eastern Miscellany, 1911
- Lands of the Thunderbolt, 1923
- India: A bird’s eye view, 1924
- The Heart of Aryâvarta, 1925
- The Life of Lord Curzon, 1928
- The Letters of Disraeli to Lady Bradford and Lady Chesterfield, 1929
- Lord Cromer, 1932
- Steps Towards Indian Home Rule, 1935